# Пангонг-Цо
Пангонг-Цо (застар. передання Бангонг-Цо; дев. पांगोंग त्सो; кит. спр. 班公错, піньїнь: bangongcuo, акад. Баньгунцо тиб. སྤང་གོང་མཚོ, (Банг гонг ц[х]о, приблизно: озеро високих лугів) або тиб. མཚོ་མོ་ངང་ལྷ་རིང་པོ, (Ц[х]о мо нган лха рінг по, приблизно: довгий океан божественної області); Цо: ладакхі — «озеро») — безстічне озеро в Гімалаях, розташоване на висоті 4334 м над рівнем моря. Воно має довжину 134 км і простягається від Індії до Китаю. 60 % довжини озера — в Китаї. В найширшій точці ширина 5 км. Взимку озеро повністю замерзає, попри солоність води.
Озеро підпадає під дію Рамсарської конвенції, як водно-болотне угіддя міжнародного значення. Це перше транскордонне озеро в Південній Азії, захищене конвенцією.

## Історія
Раніше озеро було пов'язане з Шайок, притокою Інду, але річище завалено природною греблею. Два потоки впадають в озеро з індійської сторони, утворюючи болота по краях озера. Відкладення мулу показують, що озеро недавно (в геологічному плані) обміліло на 5 метрів.
У 2000-х роках на берегах озера знімалася розв'язка боллівудського фільму «3 ідіоти».

### Китайсько-індійська спірна територія
Озеро розташоване на спірній території і лінія фактичного контролю проходить озером. Частина озера (довжиною 20 км) міститься на території КНР, але з цим не згідна Індія. Проте східна частина озера міститься в Тибеті, а його перебування в складі КНР Індія не заперечує. У свою чергу, КНР погоджується з правом Індії на західну частину озера. Від середини XIX століття озеро було в південній частині лінії Джонсона, першої спроби провести індо-китайський кордон по високогір'ях Аксай-Чину.
Кхурнацький форт (33°46′00″ пн. ш. 79°00′00″ сх. д. / 33.76667° пн. ш. 79.00000° сх. д.) стоїть на північному березі озера, якраз посередині. Від 1952 року його контролюють китайці.
20 жовтня 1962 року озеро стало зоною бойових дій у ході Китайсько-індійської війни, успішної для КНР.
Лінія фактичного контролю, встановлена в ході цієї війни, ділить озеро на три частини: індійську, китайську і спірну, контрольовану Китаєм. КНР згідна з цим поділом.

## Флора, фауна
Солонувата вода озера практично позбавлена життя, хоча дрібні ракоподібні живуть у його водах. Численні качки і чайки живуть на озері, навколо ростуть багаторічні трави і кілька видів чагарників.
Озеро приваблює багатьох птахів, зокрема перелітних. Влітку на ньому часто трапляються гірські гуси і брахманські качки. Навколо озера живуть кіанги і бабаки.

## Як дістатися до Пангонг-Цо
Приблизно 5 годин їзди від Леха, дорога дуже погана[коли?]. Вона проходить через села Шей і Г'я і перетинає перевал Чанг-Ла, де стоять прикордонники і є чайхана. Дорога спускається до села Тангсте, перетинає річку Пагал Наала (в народі: «шалений потік»). Період від травня до вересня вважають туристичним сезоном.
Для відвідування озера необхідно мати при собіInner Line Permit (Дозвіл на перетин внутрішніх ліній). Громадяни Індії можуть отримати індивідуальний дозвіл, а іноземці отримують груповий, на трьох або більше осіб) і повинні оплатити послуги акредитованого гіда. Все це можна оформити в Леху. З міркувань безпеки човни заборонені.

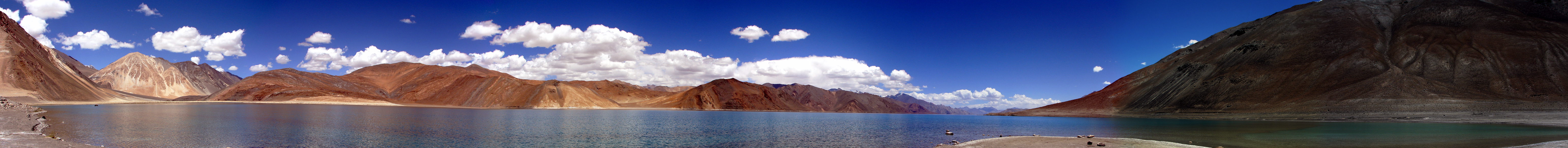
Панорама Пангонг-Цо

## Галерея

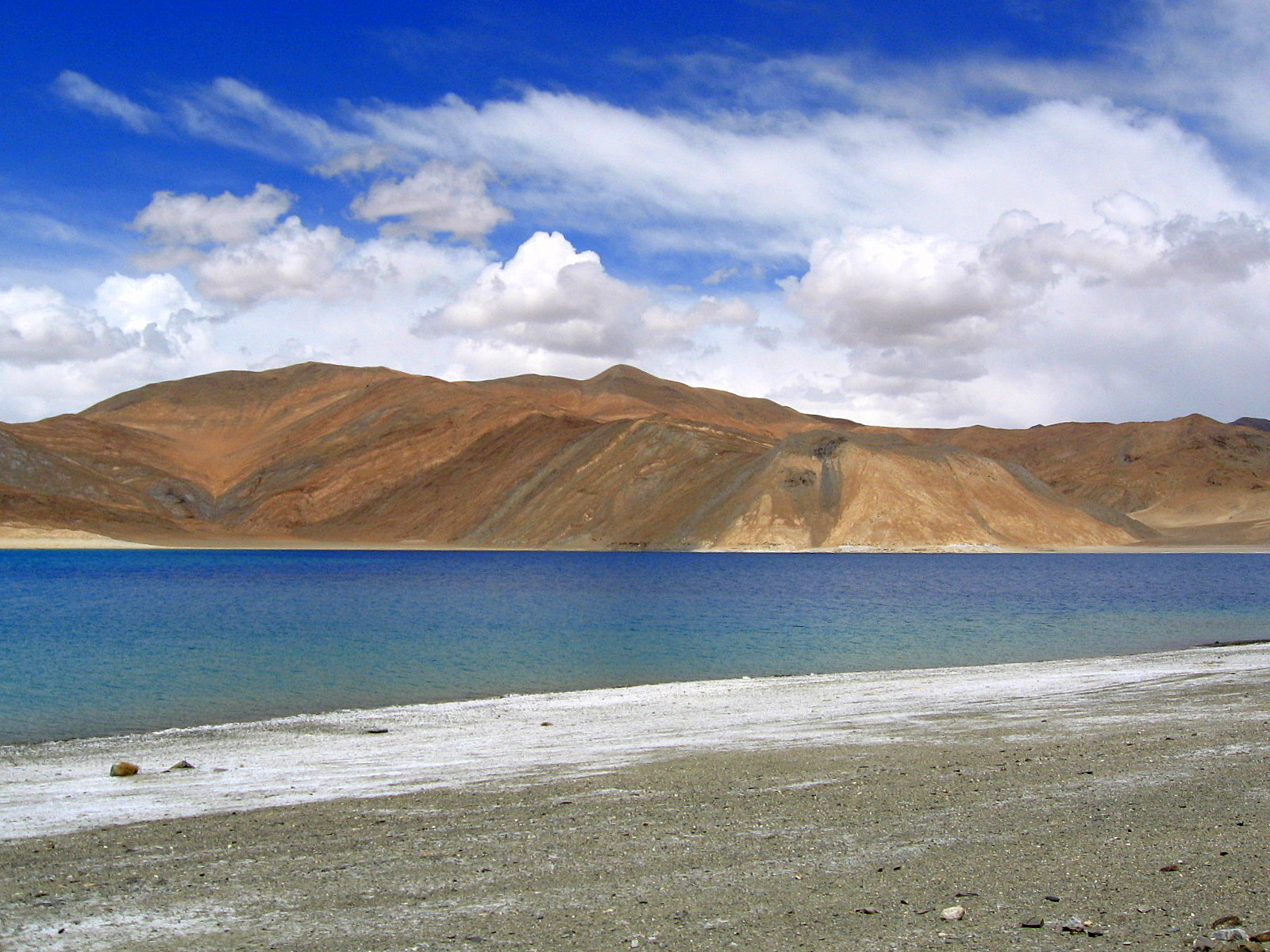
Озеро влітку
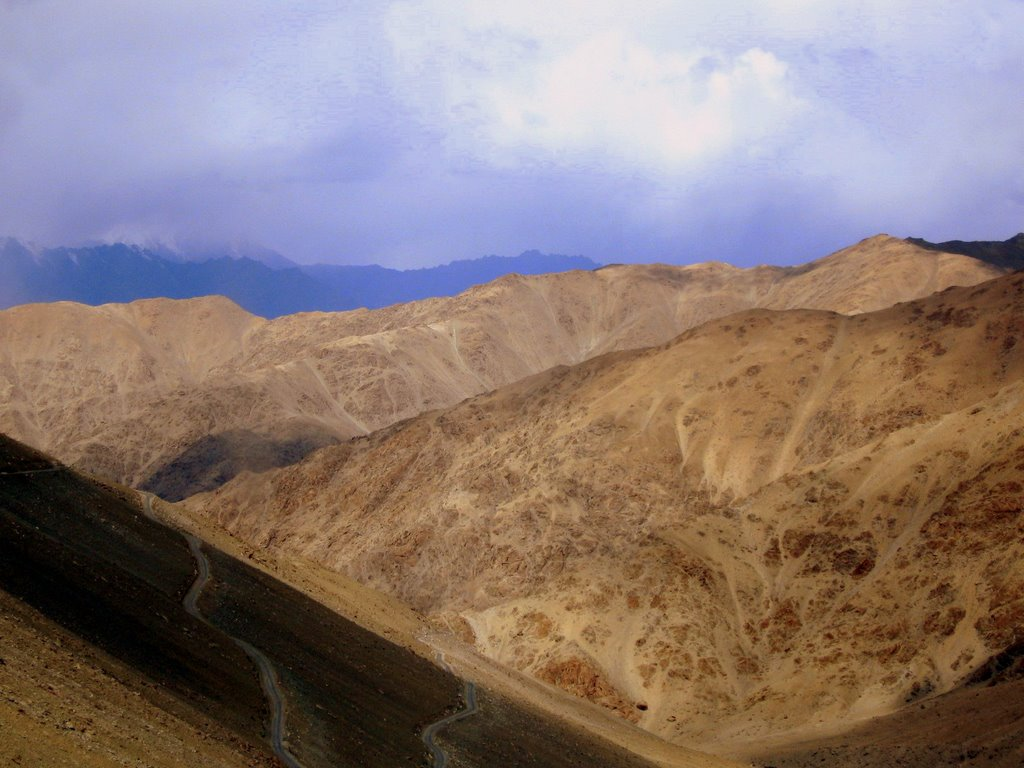
Дорога до озера
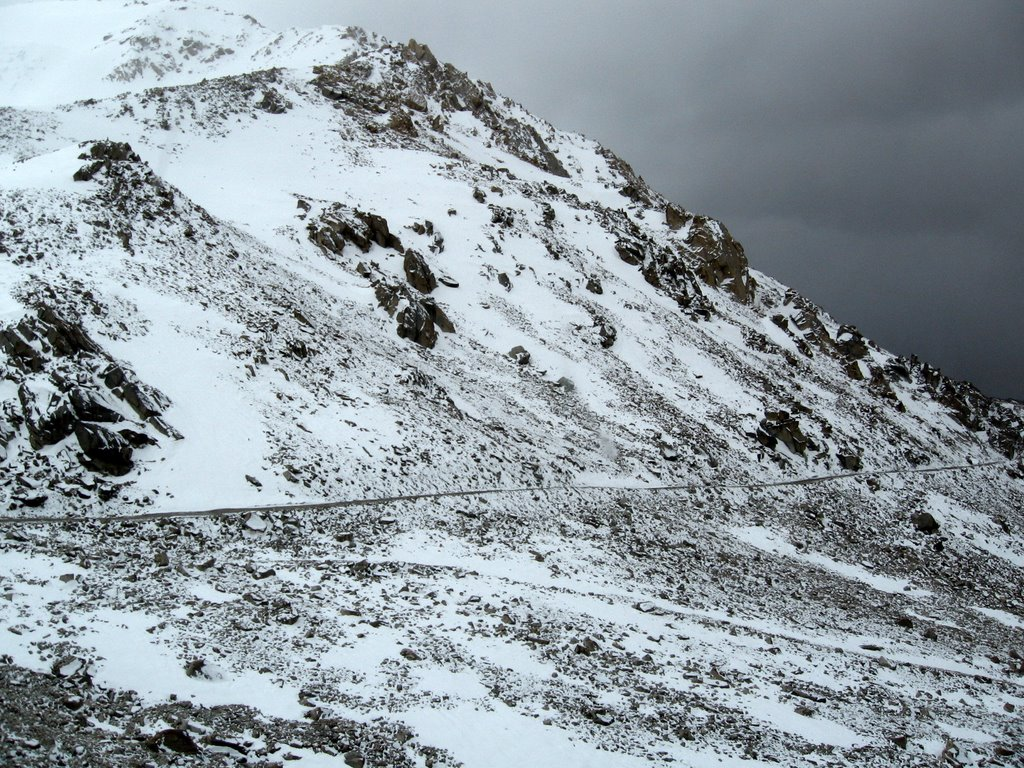
Дорога до озера
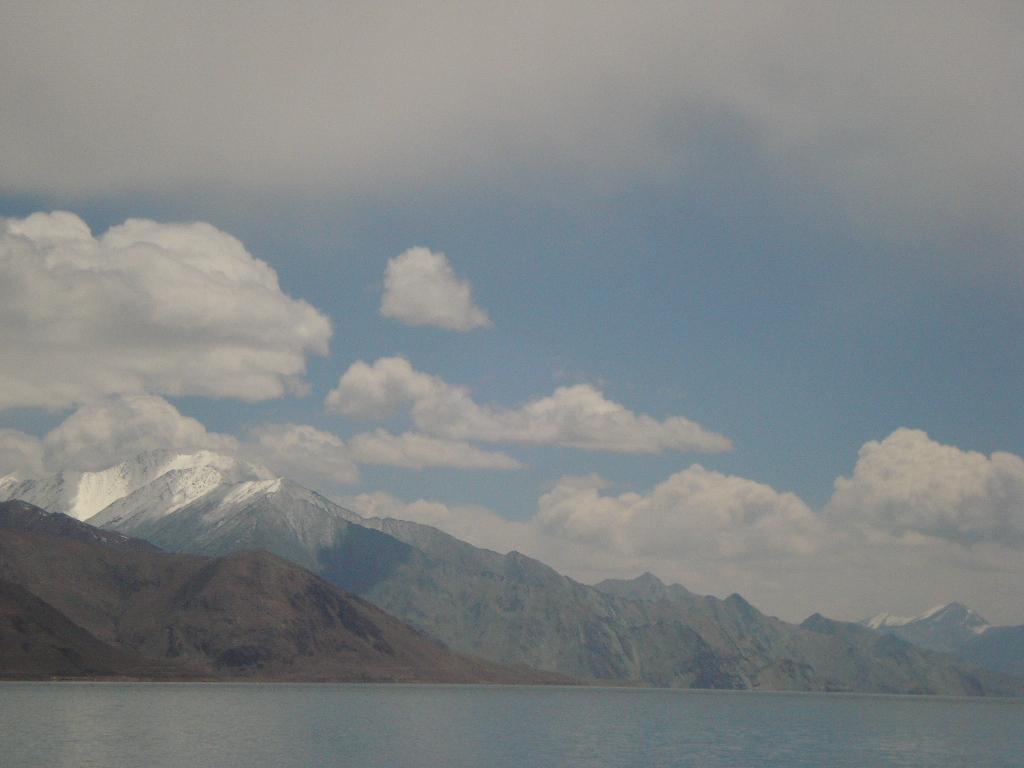
Пангонг-Цо у квітні